# Moúdros
Moúdros (en griego: Μούδρος) es una localidad, antiguo municipio, de la isla griega de Lemnos, en el Egeo Septentrional. Desde la reforma de los Gobiernos municipales en el 2011, forma parte del municipio de Lemnos, del que constituye una subdivisión administrativa. Esta subdivisión cubre toda la península oriental de la isla, una superficie de 185 127 km² (kilómetros cuadrados), lo que supone un 38,8 % del territorio insular. La sede del antiguo municipio era la localidad homónima, Moúdros (que tiene una población de 1039 habitantes). La siguiente localidad con mayor población es Kontopoúli (661 habitantes). La población total de la subdivisión administrativa era de 4842 según el censo del año 2001.

## Historia

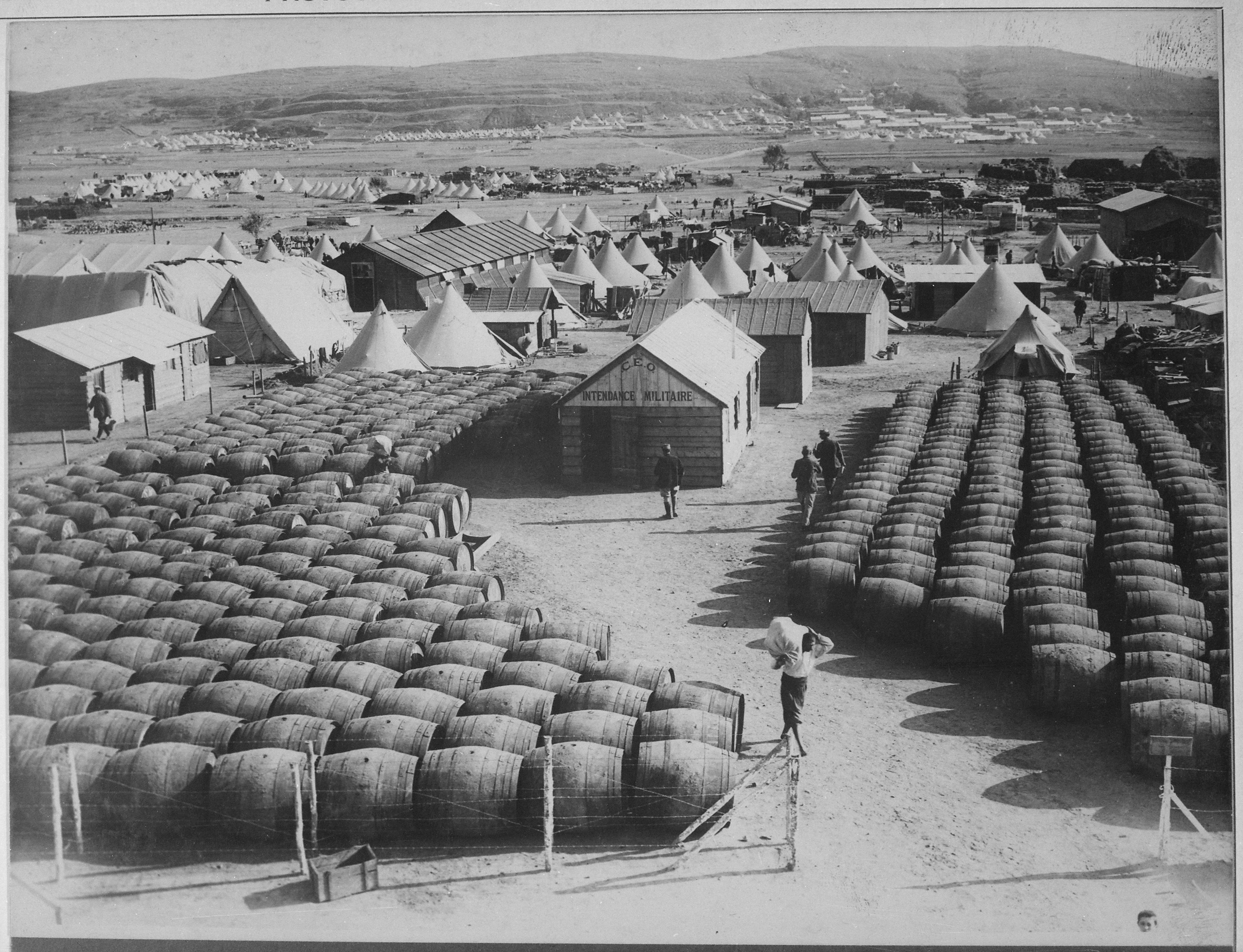
Vista de Moúdros durante la campaña de los Dardanelos. En primer plano se observa un cargamento francés de vino; al fondo, un hospital de campaña.

Durante la campaña de los Dardanelos en la Primera Guerra Mundial, los Aliados emplearon la localidad y su puerto como base de operaciones, dirigidas estas por el almirante Rosslyn Wemyss. Las unidades británicas empleaban la transliteración «Mudros» para referirse a la población.
El 30 de octubre de 1918, la localidad acogió la firma del Armisticio de Mudros, que marcó el fin de las hostilidades entre los Aliados y el Imperio otomano.

## Divisiones administrativas
La unidad administrativa de Moúdros está a su vez dividida en otras menores, las siguientes (entre paréntesis los pueblos que componen cada subdivisión):
- Fisini (Fisini, Agia Sofia)
- Kalliopi
- Kaminia (Kaminia, Voroskopos)
- Kontopouli (Kontopouli, Agios Alexandros, Agios Theodoros)
- Lychna (Lychna, Anemoessa)
- Moudros (Moudros, Koukonisi)
- Panagia (Panagia, Kortisonas)
- Plaka
- Repanidi (Repanidi, Kotsinos)
- Roussopouli
- Romanou
- Skandali